# Rotunda św. Anny w Użhorodzie
Rotunda św. Anny w Użhorodzie – kościół z rotundą (zwaną rotundą w Horianach) w Użhorodzie, w dzielnicy Horiany, wzniesioną najpóźniej w XIII wieku. 

## Historia

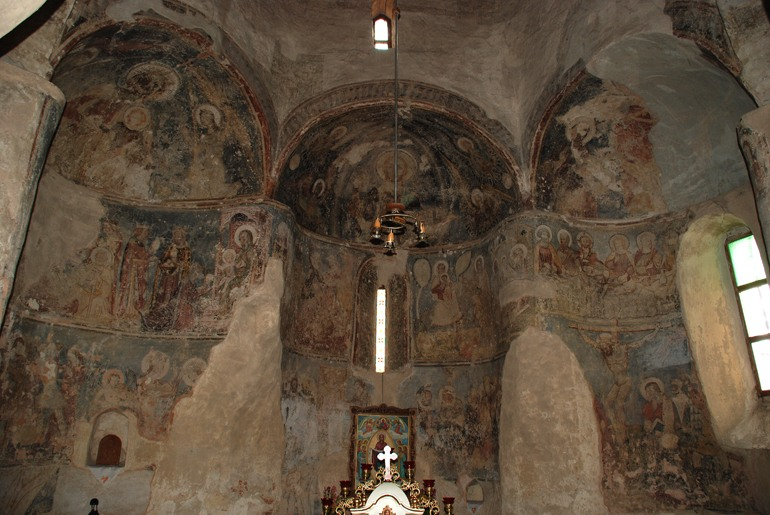
Wnętrze rotundy (2011)

Okoliczności powstania świątyni nie są jasne, nieznany jest jej fundator. Powstała najpóźniej w XIII wieku. Mógł to być kościół zamkowy lub pałacowy. Do najstarszej części – rotundy – dobudowano gotycką nawę. 

## Architektura
We wnętrzu znajdują się polichromie z około XV wieku, odkryte podczas renowacji obiektu w 1879 roku. Zdaniem badaczy, malowidła mogły zostać wykonane przez artystów że szkoły Giotta. Prowadzono rozległe badania archeologiczne samej rotundy jak i działek przylegających do świątyni.